# XeroBank Browser
XeroBank Browser, abrégé xB Browser  et anciennement appelé Torpark, est un navigateur web construit sur la base de Mozilla Firefox, et faisant appel aux fonctionnalités de Tor. Sa dernière mise à jour remonte à octobre 2009. Il permet de naviguer virtuellement de manière anonyme sur Internet. On peut notamment le copier sur un périphérique externe, telle une clé USB, et le lancer de cet emplacement. Dans ce cas de figure, l'ordinateur utilisé devient anonyme dans les limites des possibilités de Tor.
Il permet aussi d'outrepasser la Grande Muraille pare-feu de Chine.